# Ma Yansong
Yansong Ma (chinois : 马岩松 ; pinyin : Mǎ Yánsōng) est un architecte déconstructiviste chinois, né en 1975 à Pékin, de l'agence MAD Architects qu'il a fondée en 2004.

## Parcours
En 2002, Ma Yansong suit des études d'architecture à Yale, dont il sort titulaire d'un master. Il travaille ensuite à Londres pour Zaha Hadid, puis à New York pour Peter Eisenman. En 2004, il fonde sa propre agence à Pékin : MAD (pour Ma Design). Il obtient ensuite « une solide réputation dans les revues internationales ».
Il ouvre deux autres antennes à Tokyo et à Dubaï. 
En 2006, il réalise Hongluo Clubhouse, une villa posée sur l'eau.
En 2009, le projet Hutong Bubble 32 permet d'intégrer un élément futuriste dans une cour traditionnelle de Pékin.
Le musée d'Ordos, situé en Mongolie-Intérieure, au Nord de la Chine, créé par son agence, est inauguré en 2011.
Avec le danois Olafur Eliasson, Ma Yansong réalise Feelings Are Facts, « une des plus spectaculaires installations » de Pékin depuis les jeux olympiques qui s'y sont en partie déroulés.
MAD s'illustre notamment par deux buildings aux formes ondulantes, les Absolute World Tower, situés à Mississauga, près de Toronto au Canada surnommées The Marilyn Monroe Towers, « succession de plateaux largement vitrés coulés dans le même moule, mais dont l'ovale tourne de 0,5 à 4 degrés par rapport à l'étage inférieur ».En septembre 2013, les deux immeubles ont reçu une récompense l'Emporis Skyscraper Award, pour l'année 2012, en raison de leurs formes originales et de l'exploit technique que consiste leur construction. Ma Yansong est devenu « le premier architecte chinois à remporter un concours de prestige à l'étranger ».
L'agence d'architecture MAD a conçu en 2012 le premier gratte-ciel du monde en forme d'anneau, le Huzhou Sheraton Resort & Spa à Huzhou près de Shanghai en Chine.
À Harbin, il a créé le China Wood Sculpture Museum et le Harbin Grand Theatre. 
En 2014, à la Biennale de Venise, il présente le projet de Nanjing Zendai Himalaya Center, soit 13 tours bâties au milieu d'une végétation sur 560 000 m2. 
Le Pingtan Art Museum est un projet de 40 000 m2 qui sera un des plus grands musées privés d'Asie, sur l'île de Pingtan ou Haitan (Xian de Pingtan, Fujian). Le projet de 2011 est, apparemment, encore en chantier.
Les 10 tours du Chaoyang Park Plaza à Pékin ont été inaugurées en 2017.

## Galerie

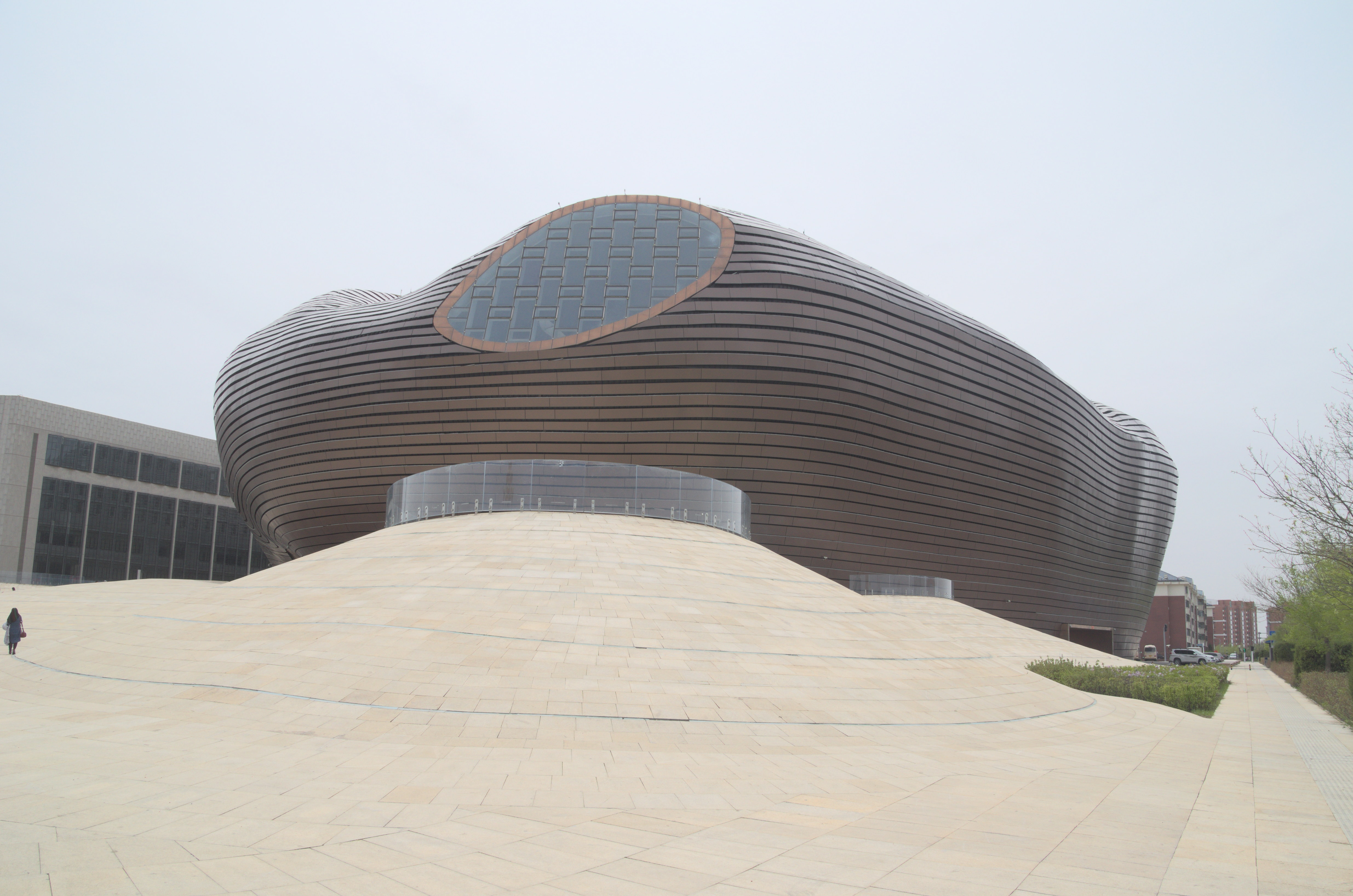
Musée d'Ordos. MAD Architects : Ma Yansong, Yosuke Hayano, Dang Qun. 2005-2011
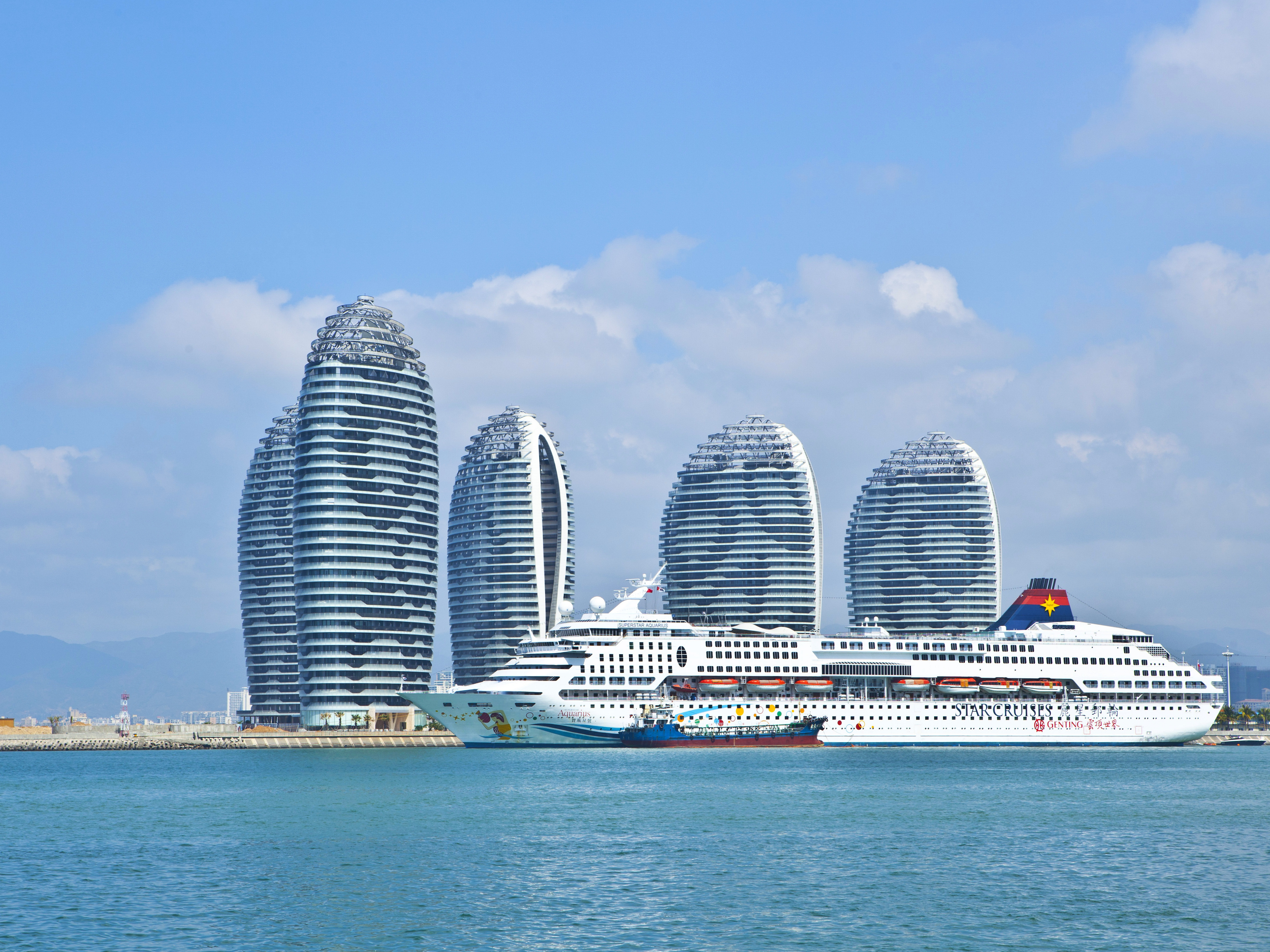
Île Phénix, baie de Sanya, Hainan. MAD Architects, 2007-2014
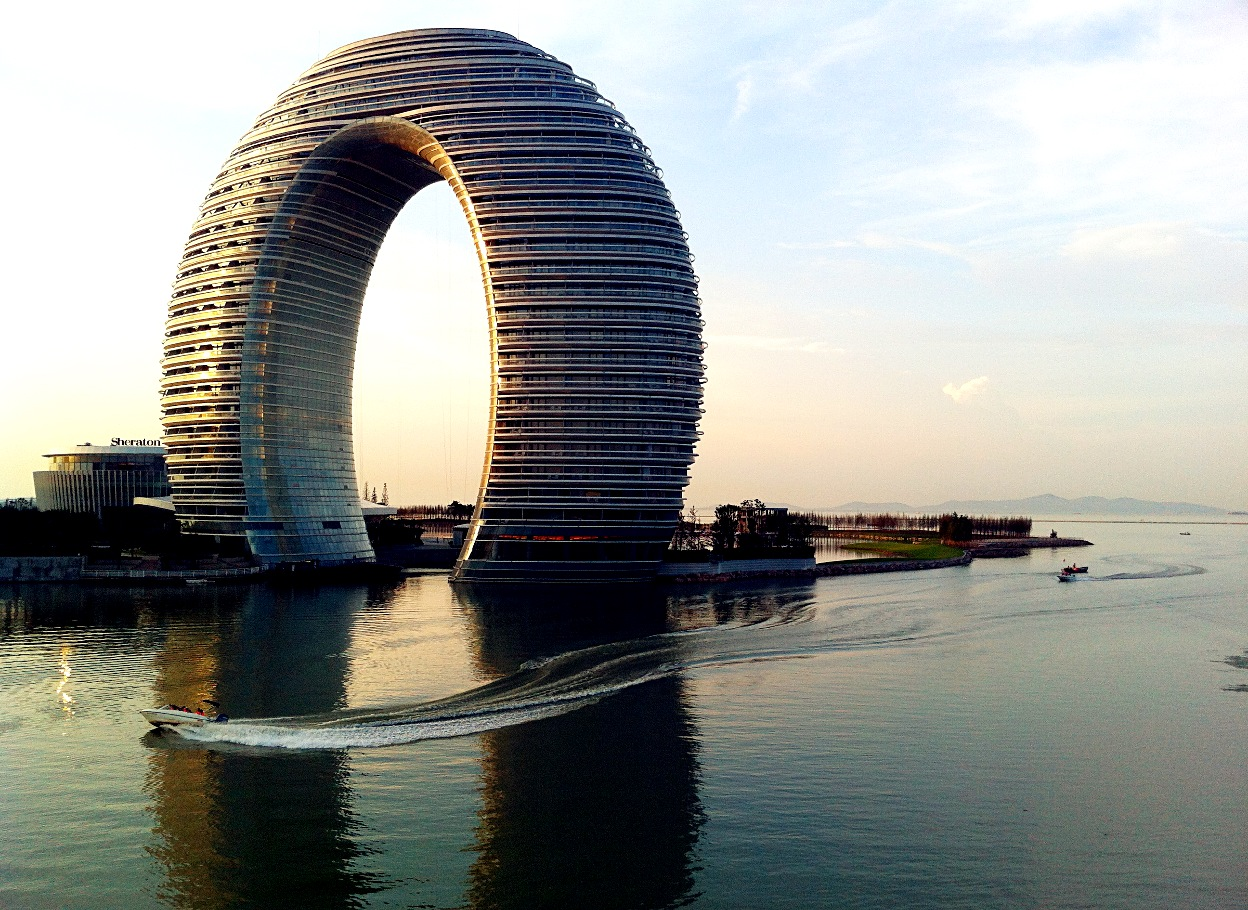
Huzhou Sheraton Resort & Spa. Huzhou, 2009-2012
Absolute Towers Mississauga. Tour 1, plan et modèle de volume simplifiés
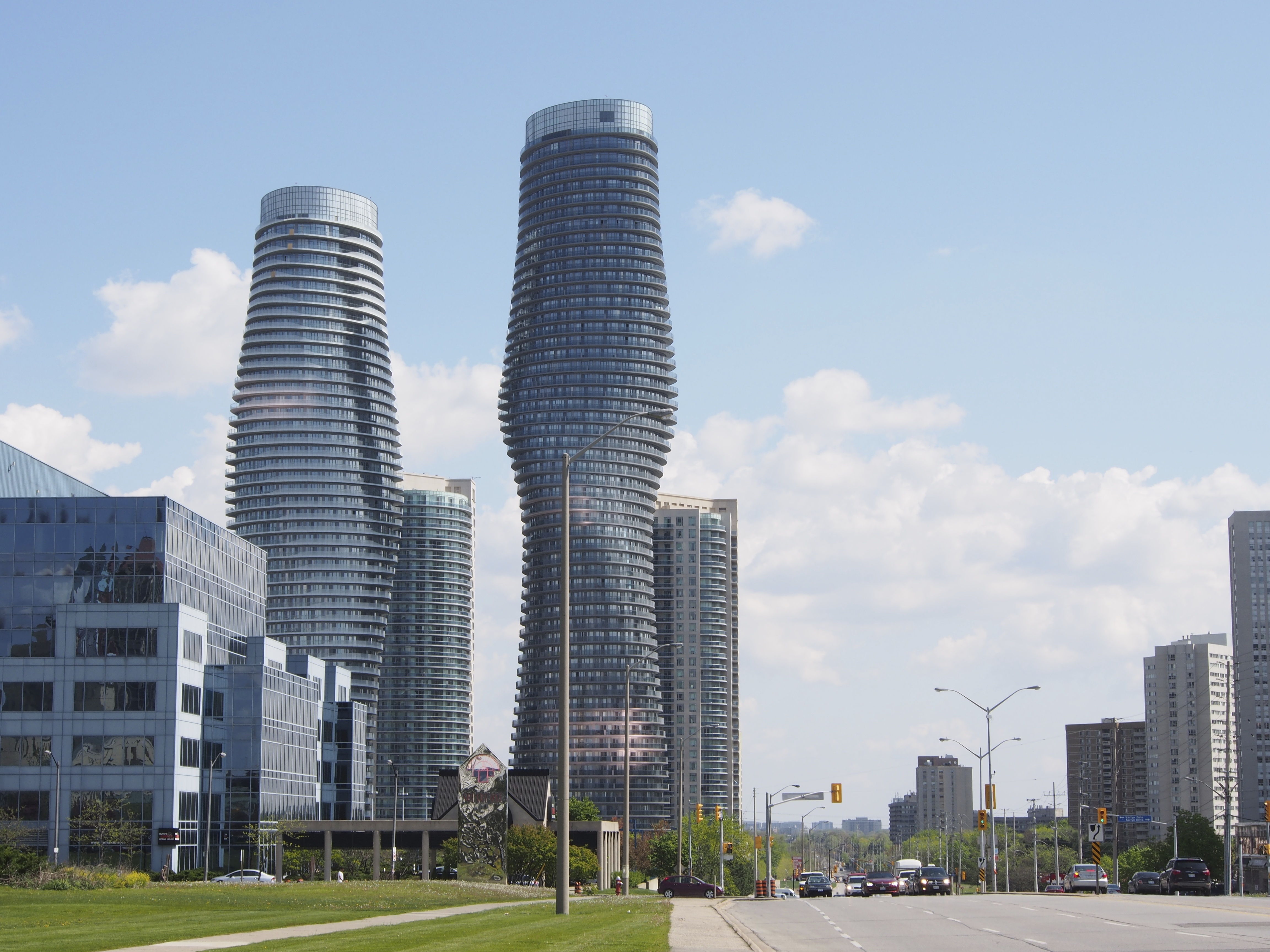
Absolute Towers Mississauga, Canada. 2012
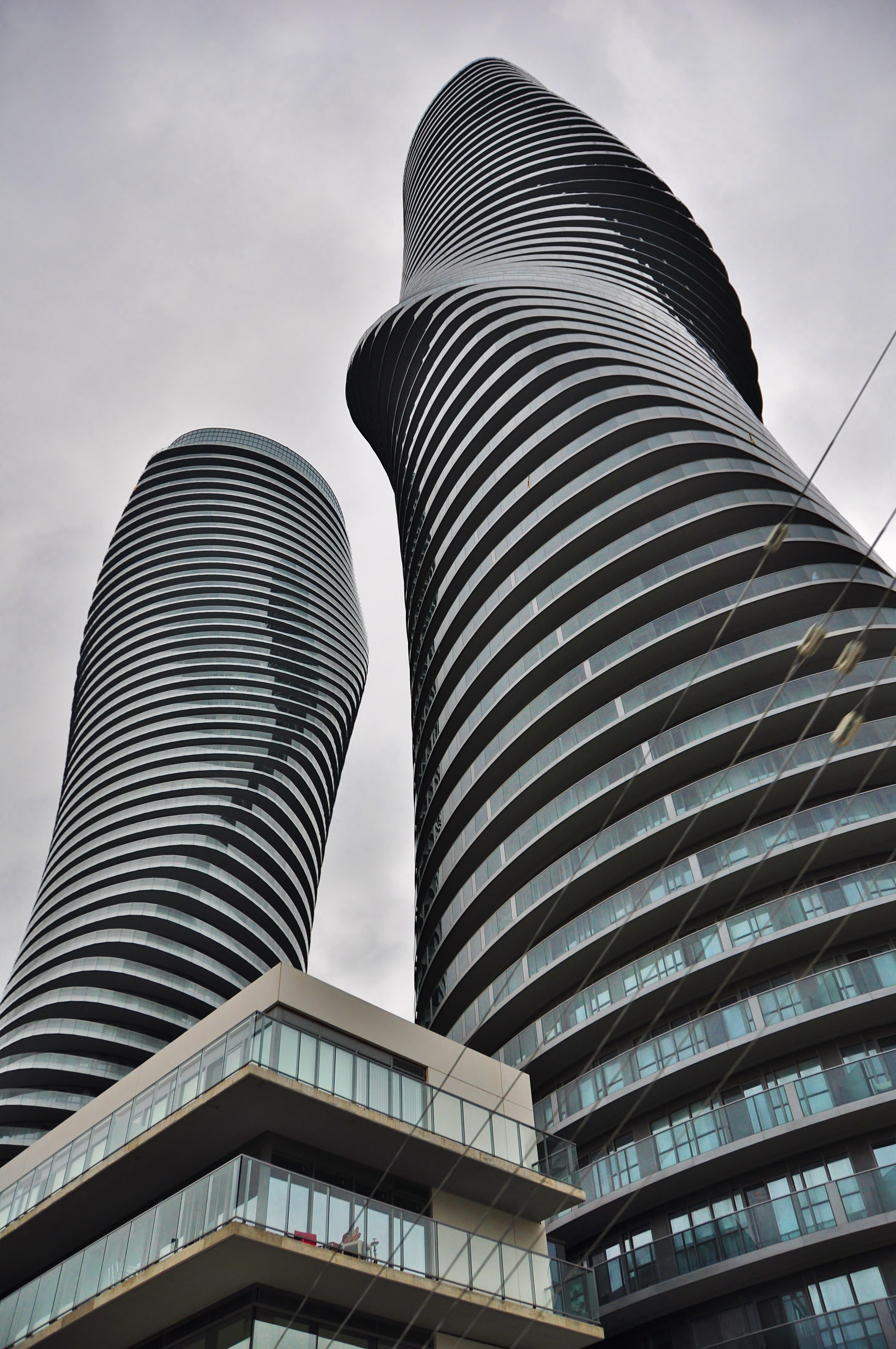
Absolute Towers Mississauga. 2012
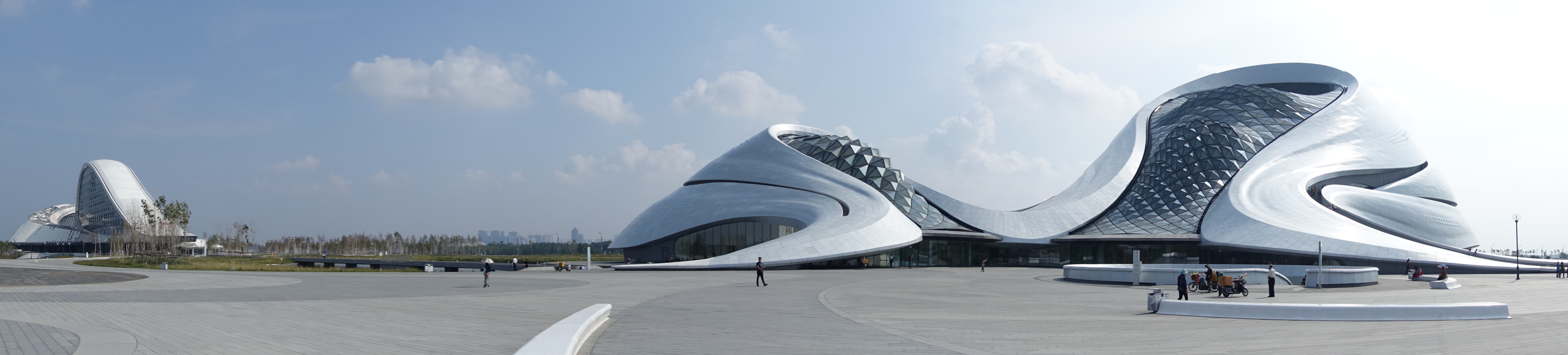
Grand théâtre de Harbin. 2011-2015
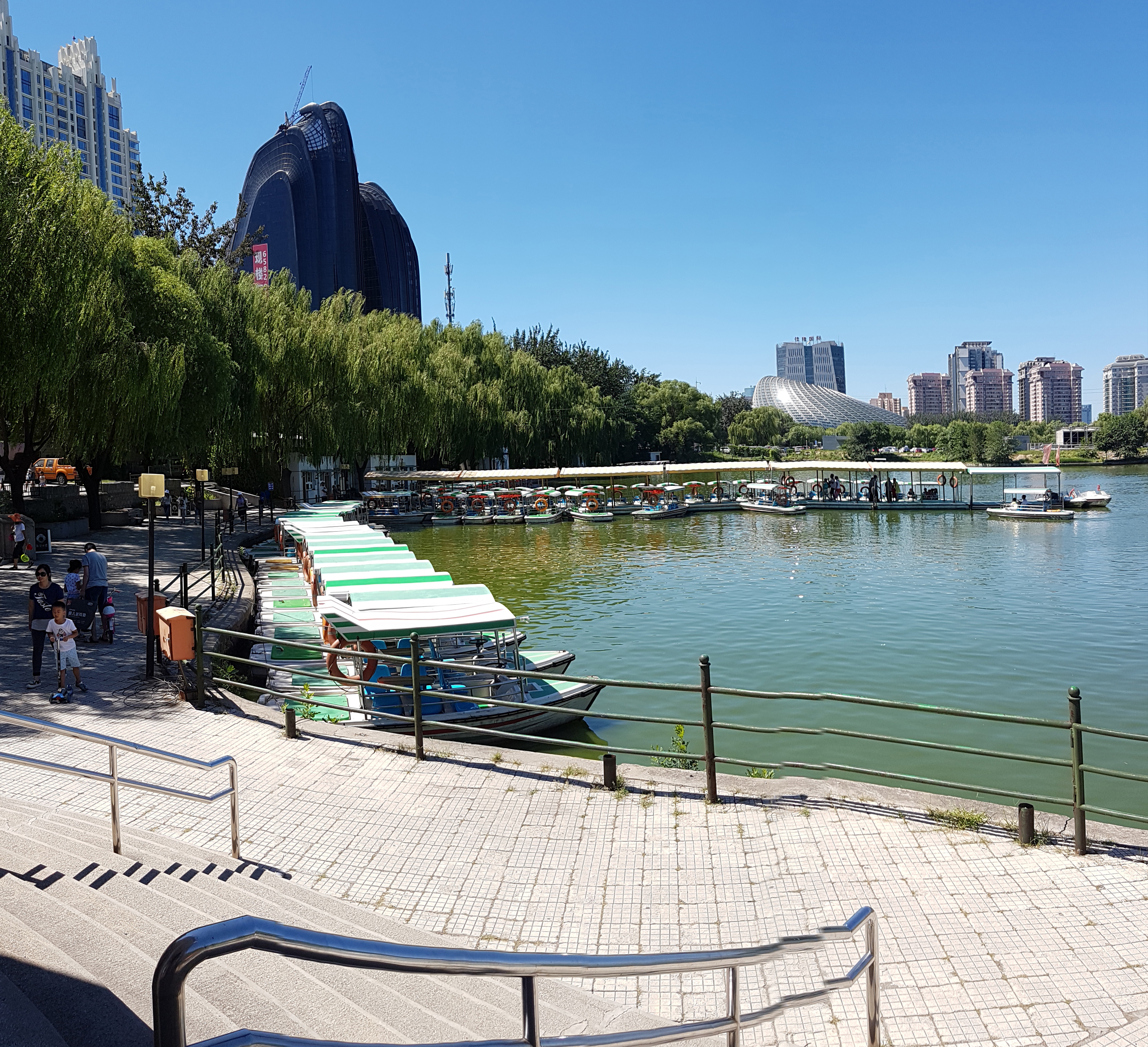
Tours du parc de Chaoyang (zh) (district de Chaoyang). Beijing, 2016. Livrées, 2017

Selon Ma Yansong, les enjeux sur le plan architectural sont de préserver l'environnement et de s'interroger sur l'art de vivre à l'heure des mégalopoles et d'un urbanisme croissant. Il est inspiré par l'Américain Louis Kahn pour son sens de la monumentalité et de l'harmonie formelle. Il déplore que « les architectes pensent trop souvent que la beauté est un crime ».